# Cortinarius magellanicus
Cortinarius magellanicus är en svampart som beskrevs av Speg. 1887. Cortinarius magellanicus ingår i släktet Cortinarius och familjen spindlingar.   Inga underarter finns listade i Catalogue of Life.